# Station Miasteczko Śląskie Wąskotorowe
Station Miasteczko Śląskie Wąskotorowe is een spoorwegstation in de Poolse plaats Miasteczko Śląskie.